# David A. Russell
David A. Russell (Dartford, 11 november 1957) is een Engelse voormalige golfprofessional.

## Carrière
Russell werd in 1976 professional en ging naar de eerste Tourschool, die toen nog in Engeland gespeeld werd, om zich te kwalificeren voor de Europese PGA Tour. Hij won op Walton Heath met een score van 295.

### Gewonnen
- 1997: Audi Quattro Trophy